# تپه ابه پلنگ
تپه ابه پلنگ مربوط به دوران‌های تاریخی پس از اسلام است و در شهرستان گنبد کاووس، روستای ابه پلنگ واقع شده و این اثر در تاریخ ۲۷ مرداد ۱۳۸۲ با شمارهٔ ثبت ۹۷۵۵ به‌عنوان یکی از آثار ملی ایران به ثبت رسیده است.